# Antracite Lignano
Antracite Lignano (Napoli, 2 giugno 1970) è un pallanuotista e allenatore di pallanuoto italiano.

## Carriera
Il padre Ferdinando ha giocato con la Canottieri Napoli, con cui vinse lo scudetto nel 1973 e la Coppa Italia nel 1970, mentre con la nazionale disputò le Olimpiadi di Monaco 1972, gli Europei 1970 e le Universiadi, aggiudicandosi il bronzo nel 1974.
Si avvicina alla pallanuoto nelle acque antistanti casa dove con gli amici della Pallanuoto Napoli nel 1983 inizia per gioco la sua carriera agonistica.
Nel 1984 inizia la sua lunga militanza con C.N. Posillipo, con cui esordisce in Serie A1 l'anno successivo. Gioca anche con il N.C. Vomero e poi con la R.N. Salerno, riuscendo a contribuire all'unica promozione del club giallorosso.
In seguito si allontana momentaneamente dalla pallanuoto (in questo periodo si dedicherà al podismo ed al triathlon) per poi continuare la sua carriera in Sicilia con la R.N. Augusta, la S.C. Paguros ed il Telimar Palermo, raggiungendo svariate volte i play-off e promozioni in serie A1. Nel 1997 torna nuovamente al C.N. Posillipo, arricchendo sia il suo palmarès sia la ricca bacheca del club napoletano. In seguito giocherà per la Rari Nantes Napoli, la Canottieri Napoli, il Cagliari (in serie B), per poi tornare nuovamente al Posillipo nel 2010 e finire nel 2011 la carriera nella Payton Bari, in Serie A2, all'età di 41 anni.
Nel febbraio 2012 diventa il preparatore dei portieri nella nazionale olandese di pallanuoto.
Nel 2019 diventa il preparatore dei portieri della nazionale canadese di pallanuoto.
Dal 2017 al 2019 allena le giovanili del Posillipo, con cui conquista uno scudetto under-18.
Nel 2022 torna ad indossare, a 52 anni, la calottina della Rari Nantes Napoli. Dal 2024 allena le giovanili del Nuoto2000 Napoli.

## Palmarès

### Trofei nazionali
- Campionato italiano: 4
- Campionato nazionale giovanile: 1

### Trofei internazionali
- Coppa dei Campioni: 2

- Coppa delle Coppe: 1

- Supercoppa LEN: 1